# توسعه‌دهنده وب
یک «توسعه‌دهنده وب» (به انگلیسی Web Developer)، توسعه‌دهنده نرم‌افزار یا مهندس نرم‌افزاری است که به شکل تخصصی به توسعه «نرم‌افزارهای کاربردی وب» (به انگلیسی Web Applications) یا «نرم‌افزارهای شبکه توزیع‌شده» (به انگلیسی Distributed Network Applications) می‌پردازد. این نرم‌افزارها تحت قرارداد HTTP از یک «وب سرور» به یک «مرورگر وب» اجرا می‌گردند.

## طبیعت کار
«توسعه‌دهندگان وب» می‌توانند در همه انواع سازمان‌ها و شرکت‌ها مانند شرکت‌های بزرگ، سازمان‌های دولتی، شرکت‌های کوچک و متوسط یا به شکل مستقل و تنها کار کنند. برخی از توسعه‌دهندگان وب به شکل تمام‌وقت، در سازمان‌ها به عنوان یک کارمند دائمی کار می‌کنند. برخی نیز ممکن است به عنوان مشاور مستقل یا پیمان‌کار برای یک بنگاه کاریابی کار کنند.

## انواع روش‌های کار
نرم‌افزارهای کاربردی نوین وب، اغلب سه یا تعداد بیشتری رده دارند و بسته به اندازه گروه، یک توسعه‌دهنده ممکن است در یک رده یا بیشتر تخصص داشته باشد. به عنوان مثال، در یک گروه دو نفره، یک توسعه‌دهنده ممکن است بر فن‌آوری‌های فرستادن اطلاعات به رایانه مشتری، مانند اچ‌تی‌ام‌ال (HTML)، جاوااسکریپت (JavaScript)، سی‌اس‌اس (CSS) تمرکز کند یا به استفاده از برنامه‌های سمت سرور، مانند «پرل» (Perl)، پایتون (Python)، روبی (Ruby)، پی‌اچ‌پی (PHP)، جاوا (Java)، دات‌نت (.NET) مبادرت کند که محتوا را به رایانه مشتری هدایت می‌کنند. ضمناً توسعه‌دهندگانی هستند که به وسیله برنامه‌های سمت خادم، خادم وب و یک سامانه پایگاه داده به توسعه وب می‌پردازند. علاوه بر این بسته به اندازه سازمانشان، توسعه‌دهندگان مذکور ممکن است با یک «طراح وب» (به انگلیسی Web Designer)، تولیدکننده وب (به انگلیسی Web Producer)، مدیر طرح (Project Manager)، معمار نرم‌افزار (به انگلیسی software architect) یا «مدیر پایگاه داده» (database administrator) کار کنند و آن‌ها را به خدمت گیرند. هر چند که گاهی وقت‌ها نیز ممکن است یک توسعه‌دهنده وب همه این نقش‌ها را به تنهایی به عهده بگیرد.

## احتیاجات حقوقی و تحصیلی
در حال حاضر برای تبدیل شدن فرد به یک توسعه‌دهنده وب، هیچ گونه احتیاجات حقوقی و تحصیلی رسمی وجود ندارد. هرچند که تعدادی از دانشکده‌ها و مدرسه‌های فنی، دوره‌های آموزشی در زمینه توسعه وب ارائه می‌دهند. همچنین نوشتارها و آموختارهایی وجود دارند که «توسعه وب» را آموزش می‌دهند و بر روی وب به رایگان قابل دسترس هستند.